# Comal County
Comal County är ett administrativt område i delstaten Texas, USA, med 108 472 invånare (2010). Den administrativa huvudorten (county seat) är New Braunfels.

## Geografi
Enligt United States Census Bureau har countyt en total area på 1 489 km². 1 454 km² av den arean är land och 34 km² är vatten.

### Angränsande countyn
- Blanco County - norr
- Hays County - nordost
- Guadalupe County - sydost
- Bexar County - sydväst
- Kendall County - nordväst

### Orter
- Bulverde
- Garden Ridge
- New Braunfels (huvudort, delvis i Guadalupe County)
- Selma (delvis i Bexar County och Guadalupe County)